# Myllykoski, Kouvola
Myllykoski är en tätort (finska: taajama) i Kouvola stad (kommun) i landskapet Kymmenedalen i Finland. Fram till 2008 låg Myllykoski i Anjalankoski stad. Vid tätortsavgränsningen den 31 december 2021 hade Myllykoski 5 544 invånare och omfattade en landareal av 15,20 kvadratkilometer.